# Lettische Eishockeyliga 1993/94
Die Saison 1993/94 war die dritte Spielzeit der lettischen Eishockeyliga, der höchsten lettischen Eishockeyspielklasse. Meister wurde zum insgesamt zweiten Mal in der Vereinsgeschichte Pārdaugava Riga.

## Modus
In der Hauptrunde absolvierte jede der sieben Mannschaften insgesamt 24 Spiele. Die drei bestplatzierten Mannschaften qualifizierten sich für die Finalrunde, in der sie zusammen mit Pārdaugava Riga, das während der Hauptrunde am Spielbetrieb der Internationalen Hockey-Liga teilnahm, um den Meistertitel spielten. Für einen Sieg erhielt jede Mannschaft zwei Punkte, bei einem Unentschieden gab es einen Punkt und bei einer Niederlage null Punkte.

## Hauptrunde

### Tabelle
|    | Klub                | Sp | S  | U | N  | Tore    | Punkte |
| -- | ------------------- | -- | -- | - | -- | ------- | ------ |
| 1. | Hokeja Centrs Riga  | 24 | 20 | 1 | 3  | 195:062 | 41     |
| 2. | HK Nik’s Brih Riga  | 24 | 20 | 0 | 4  | 226:074 | 40     |
| 3. | Essamika Ogre       | 24 | 15 | 1 | 8  | 188:109 | 31     |
| 4. | Latvijas Zelts Riga | 24 | 13 | 0 | 11 | 132:141 | 26     |
| 5. | Pārdaugava Riga II  | 24 | 8  | 0 | 16 | 123:179 | 16     |
| 6. | RTU-Hanza Riga      | 24 | 4  | 0 | 20 | 085:210 | 8      |
| 7. | Nik’s Juniors Riga  | 24 | 3  | 0 | 21 | 081:255 | 6      |

Sp = Spiele, S = Siege, U = unentschieden, N = Niederlagen, OTS = Overtime-Siege, OTN = Overtime-Niederlage, SOS = Penalty-Siege, SON = Penalty-Niederlage

## Finalrunde
|    | Klub               | Sp | S | U | N | Tore  | Punkte |
| -- | ------------------ | -- | - | - | - | ----- | ------ |
| 1. | Pārdaugava Riga    | 3  | 3 | 0 | 0 | 17:05 | 6      |
| 2. | Hokeja Centrs Riga | 3  | 1 | 1 | 1 | 13:10 | 3      |
| 3. | Essamika Ogre      | 3  | 0 | 2 | 1 | 10:14 | 2      |
| 4. | HK Nik’s Brih Riga | 3  | 0 | 1 | 2 | 08:19 | 1      |

Sp = Spiele, S = Siege, U = unentschieden, N = Niederlagen, OTS = Overtime-Siege, OTN = Overtime-Niederlage, SOS = Penalty-Siege, SON = Penalty-Niederlage